# リーガル (革靴ブランド)
リーガル（REGAL）は、靴のブランド。

## 沿革
- 1880年（明治13年） - アメリカのマサチューセッツ州で靴工場が創業[1][2]。
- 1893年（明治26年） - 最初のリーガル靴店がボストンに開店。
- 1913年（大正2年） - 「L.C.ブリス＆カンパニー」が、正式に「リーガル・シュー・カンパニー」と改称。
- 1954年（昭和29年） - セントルイスの「ブラウン・シュー・カンパニー[注釈 1]」と「リーガル・シュー・カンパニー」が合併。
- 1990年（平成2年） - 4月、ブラウン社が「REGAL」ブランドの商標権を日本製靴株式会社に売却[3]。

## 日本での展開
- 1961年（昭和36年） - 11月、日本製靴株式会社がアメリカのブラウン社とリーガル・シューに係る技術導入契約を締結[3]。
- 1963年（昭和38年） - アパレルブランドVANと提携し、銀座のテイジン・メンズショップ[注釈 2]で2種の「VAN REGAL」を発売[5]。翌年からは全国販売を開始[5]。
- 1975年（昭和50年）- リーガルスニーカー発売[6]。
- 1990年（平成2年） - 4月、日本製靴株式会社がアメリカのブラウン社より「REGAL」ブランドの商標権を取得[3]。同年10月、日本製靴株式会社は社名を株式会社リーガルコーポレーションに変更[3]。